# 보케테 (웹사이트)
보케테(Bokete)는 일본의 유머 사이트이다. 주식회사 오모로키 (omoroki) 가 운영하고있다. 사진을 올려놓고 그 사진과 관련된 짧은 유머를 올리는 사이트이다. 어원은 1번 항목의 보케테. 명칭을 한국어로 직역하면 대충 "보케 떨어줘."라는 의미가 된다. 이 서비스는 매우 인기를 끌고있다.

## 개요
흔히 제목학원이라고 알려진 것의 원본. 일본의 유머 웹 사이트로, 3초 만에 사용자를 웃을 수 있게 만드는 것을 모토로 삼고 있다. 콘텐츠는 매우 간단해서, 사진을 올리고, 그 사진에 재미있는 헛소리―보케(ボケ)를 달면 끝이다. 평범한 사진도 보케를 잘 달면 보는 사람을 빵빵 터트릴 수 있는 마법의 사진이 된다.
2016년 6월을 기준으로 투고된 사진의 수는 2백만이 넘고, 투고된 보케의 수는 4천만이 넘는다. 사이트의 소유자인 주식회사 오모로키는 넘쳐나는 페이지 뷰를 이용한 광고 수익으로 돈을 벌고 있으며, 사이트를 이용하는 것 자체는 무료이다. 하지만 사진이나 보케를 투고하려면 가입이 필수다.
| 사이트 종류 | 이미지 호스팅, 유머 |
| 회원 가입   | 선택                |
| 사용 언어   | 일본어              |
| 현재 상태   | 운영 중             |

| 영리 여부 | 영리              |
| 소유자    | 주식회사 오모로키 |
| 시작일    | 2008년 8월        |

## 이용 방법

### 감상
다른 사람들이 올린 사진과 보케를 보기만 할 때는 가입이 필요 없다. 메인 페이지에서 스크롤을 내려가며 감상만 해도 사이트의 모든 컨텐츠를 즐길 수 있다. 물론 일본어를 모르면 하나도 즐길 수 없다. 보케테를 완전하게 즐기려면 일본어는 물론, 일본의 문화, 사회, 정치, 역사 등등을 알고 있어야 하며, 일본어 말장난이나 한자도 꾀고 있어야 한다. 이처럼 진입 장벽이 상당히 높기 때문에, 일본어가 되지 않는 사람들은 번역 사이트나 대체재를 이용한다.
사이트 내에서 분류 기능을 지원하기 때문에 자기가 보고자 하는 보케만 볼 수 있다. 신착(新着)은 막 투고된 보케, 주목(注目)은 12시간 이내에 투고된 보케를 인기순으로, 인기(人気)는 72시간 이내에 투고된 보케를 인기순으로, 픽업(ピックアップ)은 89일 전 보케 순위를, 셀렉트(セレクト)는 외부 이미지 호스팅 서비스인 Flickr에 투고된 보케 중 72시간 이내 것을 순위 순으로 보여준다. 마지막으로 명예의 전당(殿堂入り)은 1년 이내의 랭킹을 보여준다. 주제별로도 분류가 가능한데, 주요 분류는 바보(バカ), 슈르(シュール), 상스러움(お下劣), 블랙(ブラック), 친목질(身内), 예(例え), 기타(その他)가 있다. 다른 보케를 먼저 봐야 이해되는 것들도 존재한다.
보케를 평가하거나 댓글을 달 수 있는데, 회원 가입이 필요하다. 평가는 재밌다→정말 재밌다→저어어엉말 재밌다의 3단계로 이루어지며, 부정적인 평가는 없다. 댓글 역시 부정적인 내용의 댓글은 달 수 없는데, 이는 모든 사용자가 보케테를 재밌다고 느끼는 것을 전제로 하기 때문. 정말로 재미가 없다면 그냥 무시하면 된다.

### 투고
여기서부턴 가입이 필수다. 가입은 무료. 투고는 이미 존재하는 사진에 보케를 다는 것과 사진을 새로 투고하는 것의 두 종류가 있다. 보케를 투고할 경우, 60자의 길이 제한이 존재한다. 몇몇 사진은 규칙에 맞춰서 보케를 날려야 하는데, 가장 흔한 빈칸이 있는 사진은 빈칸을 채우는 형식으로 보케를 써야 한다. 제시문이 주어진 경우는 당연히 제시문에 맞는 보케를 쓰면 되고, 사진 상단에 히라가나 한 글자가 있는 것은 그 글자로 시작하는 보케를 쓰면 된다. 물론, 규칙에는 어긋나도 재미만 있으면 전부 OK.
사진을 투고하는 방법은 크게 두 가지인데, Flickr를 이용할 수도 있고, 직접 업로드를 할 수도 있다. 어느쪽이든 사진의 저작권은 반드시 명시해야 한다. Flickr를 사용하면 CC-BY 이미지만 뜨기 때문에 저작권 걱정은 조금 덜 수 있는 편이다. 저작권 문제가 없어도 초상권을 침해하거나 지나치게 폭력적, 선정적인 사진은 투고해도 짤린다. 업로드 가능한 포맷은 jpg, png, gif의 3개이며, 용량은 5MB 이하. 사진을 좀 더 재미있게 만들수 있게 도와주는 iOS용 bokepic이라는 앱도 존재하는데, 간단한 기능이 있는 포토샵이라고 생각하면 편하다. 여러 사진을 이어붙인 사진, 특정 인물만 오려내 다른 곳에 붙인 사진, 배경에 이펙트가 들어간 사진, 빈칸이 들어간 사진 등등은 대부분 bokepic의 작품이다. 테두리에 보케테 마크가 있고 내용에는 제시문만 있는 것도 bokepic의 작품이다.

## 제목학원에 대해서
앞서 말했듯이, 한국에서는 제목학원이라는 이름으로 더 잘 알려져 있다. 보케를 번역한 것을 게시하는 페이스북 페이지의 이름인데, 거의 다 불펌이다. 페이지에 존재하는 대부분의 보케는 이글루스의 5ch 번역 블로그인 잭 더 리퍼의 화이트채플의 주인장인 잭 더 리퍼(이하 잭)가 번역한 것인데, 제목학원 페이지의 주인인 "원장형"이 그냥 퍼간 것. 잭은 출처만 밝히면 퍼가도 좋다는 입장을 취하고 있는데, 원장형은 출처를 밝히지도 않고, 마치 자기가 직접 만든 것 마냥 포스트를 해서 잭이 크게 불만을 토로한 적이 있다. 어디까지나 컨셉일 뿐이지만, 원장형의 권위적이고 깔보는 말투 역시 잭이 덤으로 깐적 있다.
원장형이 잭의 글을 본 것인지는 몰라도 언제부턴가 출처를 밝히기 시작했는데, 구석에 작게 쓴 것뿐. 물론 제목학원 마크도 같이 달려있다. 결국엔 잭이 번역한 보케에 워터마크를 박아버림으로써 원장형은 강제로 출처 표기를 하게 되었다. 그런데 이 원장형이라는 사람은 2014년에 "제목학원"이라는 상표권을 등록하는 만행을 저지른다. 잭 왈, ダシに使いやがって. 그런데 이 제목학원이라는 이름도 원장형이 만든게 아니다. 보케테에 제목학원이라는 이름을 처음 쓴 것은 역시 이글루스의 6ch 번역 블로그인 행복한 마조히스트의 주인. 이쪽은 잭보다 1년가량 더 빠른 시기인 2012년 7월 17일에 "열도의 흔한 제목학원 수강생들"이라는 이름으로 처음 포스트를 했다. 그러니까 저 원장형은 자기의 아이디어 없이 남의 것만 먹은 것. 원장형에 대해 소개하는 기사 보관됨 2016-07-18 - 웨이백 머신에서 따르면 제목학원은 보케테와는 다르게 "드립으로 '경쟁'하는 체제를 도입"했다고 하는데, 헛소리다. 보케테는 처음 운영 시작한 2008년 8월부터 별점을 통한 경쟁과 랭킹 제도를 쓰고 있었다.
자체적인 공급이 많아지고 나서는 불펌하는 일이 줄었지만, 보케테와 동일한 시스템을 사용하는 이상 저작권 문제에서 절대 자유로울 수 없다. 보케테 시스템에 대한 저작권은 보케테 사이트의 주인인 주식회사 오모로키가 소유하고 있기 때문. 게다가 말이 좋아 자체적인 공급이지, 원장형의 역할은 다른 사람들이 투고한 것을 소개하는 것과 점검뿐이다. 만약 오모로키가 저작권 관련한 소송을 건다면 제목학원은 문닫아야 한다.